# Vall de Loron
La vall de Loron és una vall pirenenca que formà part de l'històric comtat d'Aura, actualment inclòs al departament dels Alts Pirineus, a la regió administrativa Occitània. La seva capital històrica és Bordèras de Loron.

## Geografia

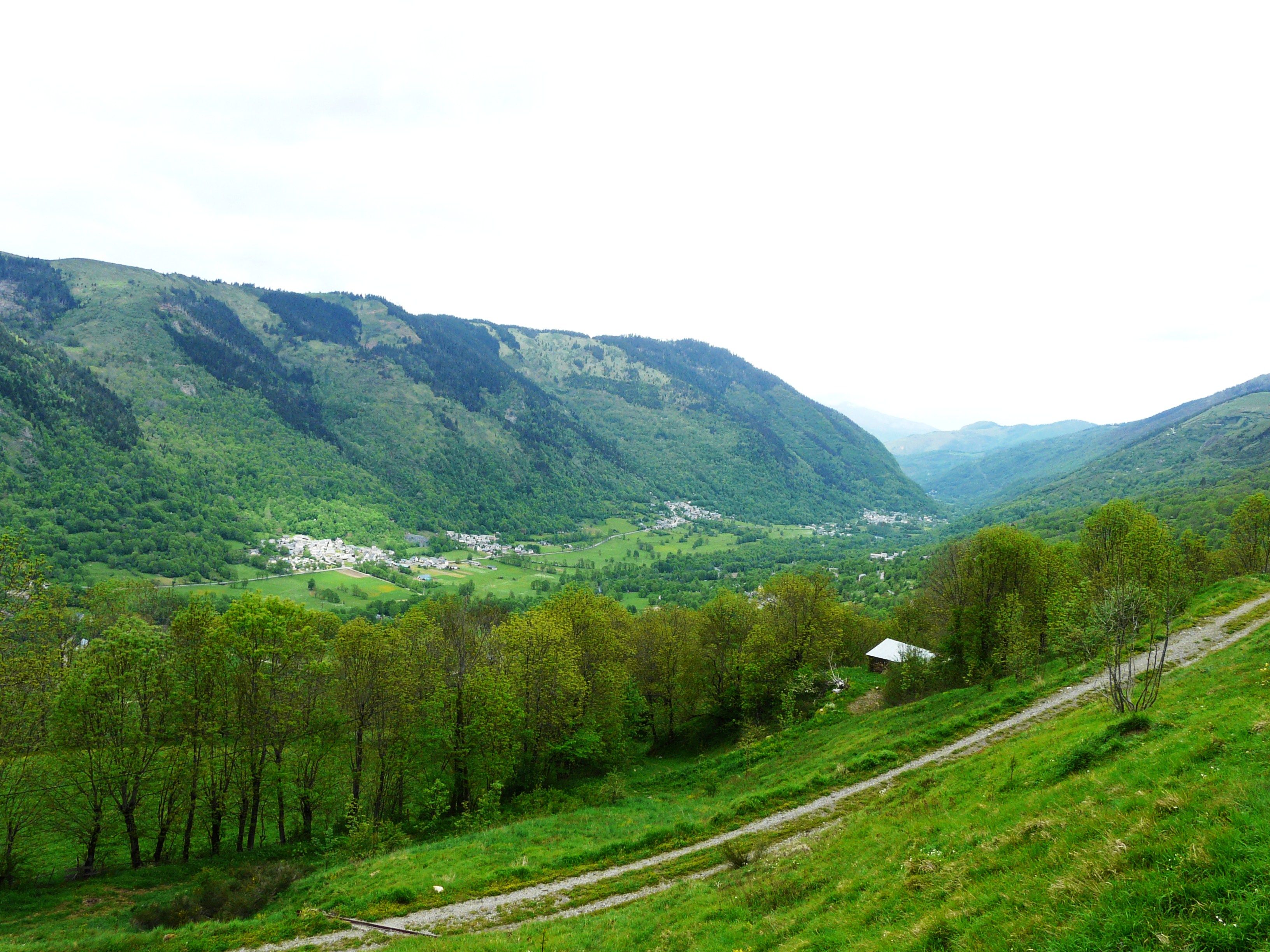
La vall de Loron entre Adervièla e Poshèrgas i Avanha

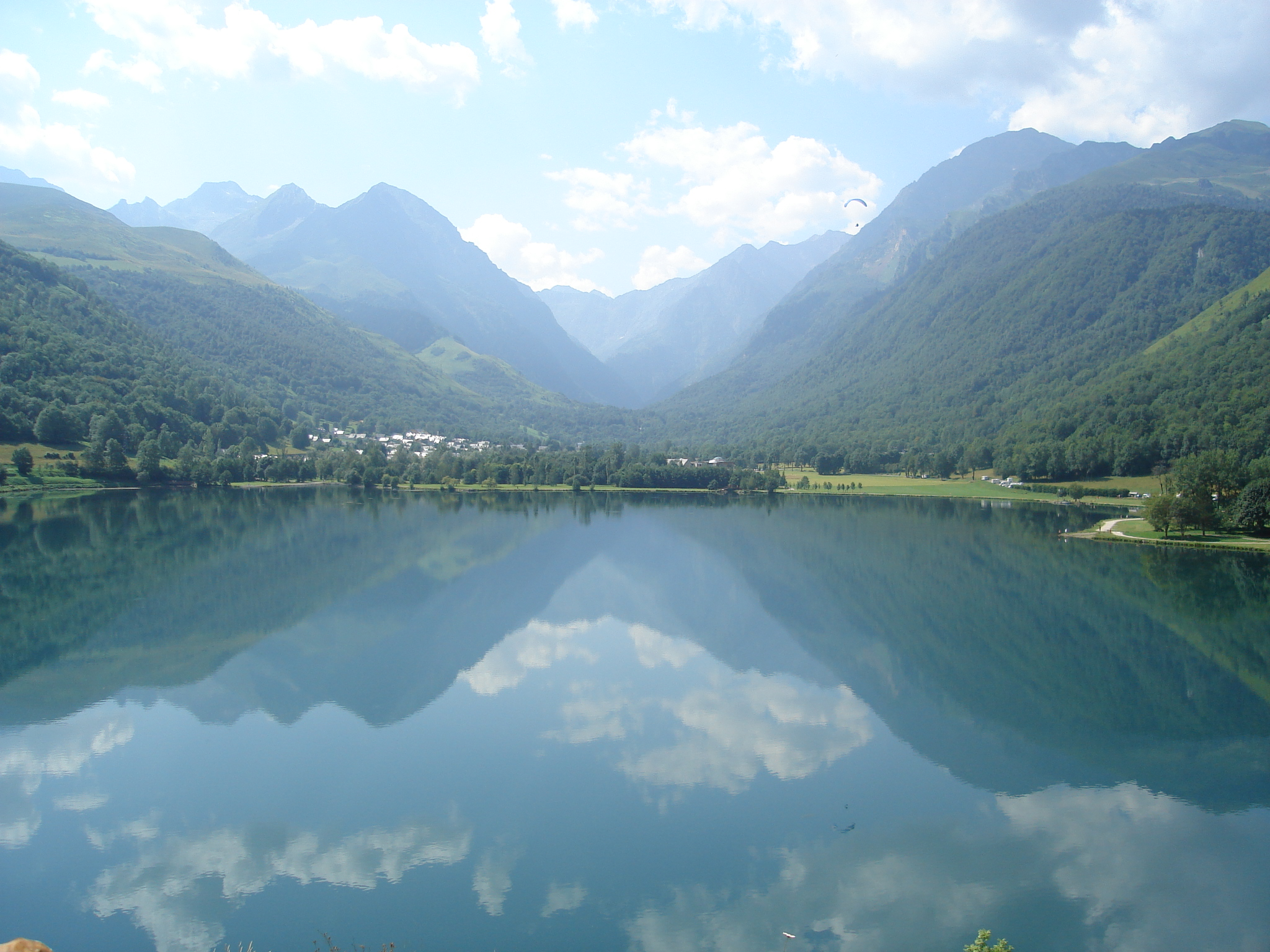
El llac de Genòs-Lodenvièla, a la vall de Loron

### Situació
La vall es troba al sud-est del departament dels Alts Pirineus, vorejant la frontera franco-espanyola, a l'est de la vall d’Aura i a l’oest de l’ Alta Garona.

### Topografia
Correspon a la conca del Neste du Louron que s’estén uns 25 km entre la carena fronterera i la vall de Gourgs Blancs al sud, i la confluència amb Neste d’Aure a Àrreu, al nord. Es comunica amb la vall d’Aura a l’oest pel coll d’Azet (així com per Àrreu), i amb la vall de Larboust a l'est pel coll de Pèira Sorda.

### Geografia humana
El pastoralisme és una activitat encara present amb la transhumància. Les pedreres de pissarra han estat abandonades.
La llengua regional és el gascó.

### Hidrografia
La vall alta de Louron és una antiga vall glacial, esquitxada de nombrosos llacs. El llac Génos-Loudenvielle es troba al fons de la vall.

### Geografia política
El seu territori comprèn els següents municipis:
- Adervièla e Poshèrgas

- Àrreu,
- Armentèula,
- Avanha,
- Bordèras de Loron,
- Cadaus Devath,
- Cadaus Dessús,
- Estarvièla,
- Genòs,
- Germ,
- Lodenvièla,
- Mont,
- Arrís,
- Vièla de Loron.

### Flora i fauna
La flora i la fauna local són les característiques dels Pirineus i d'una riquesa remarcable, amb espècies rares d'animals com l'isard, el trencalòs, l'almesquera i el voltor comú, i de plantes com l'Androsàce i l'aster dels Pirineus .

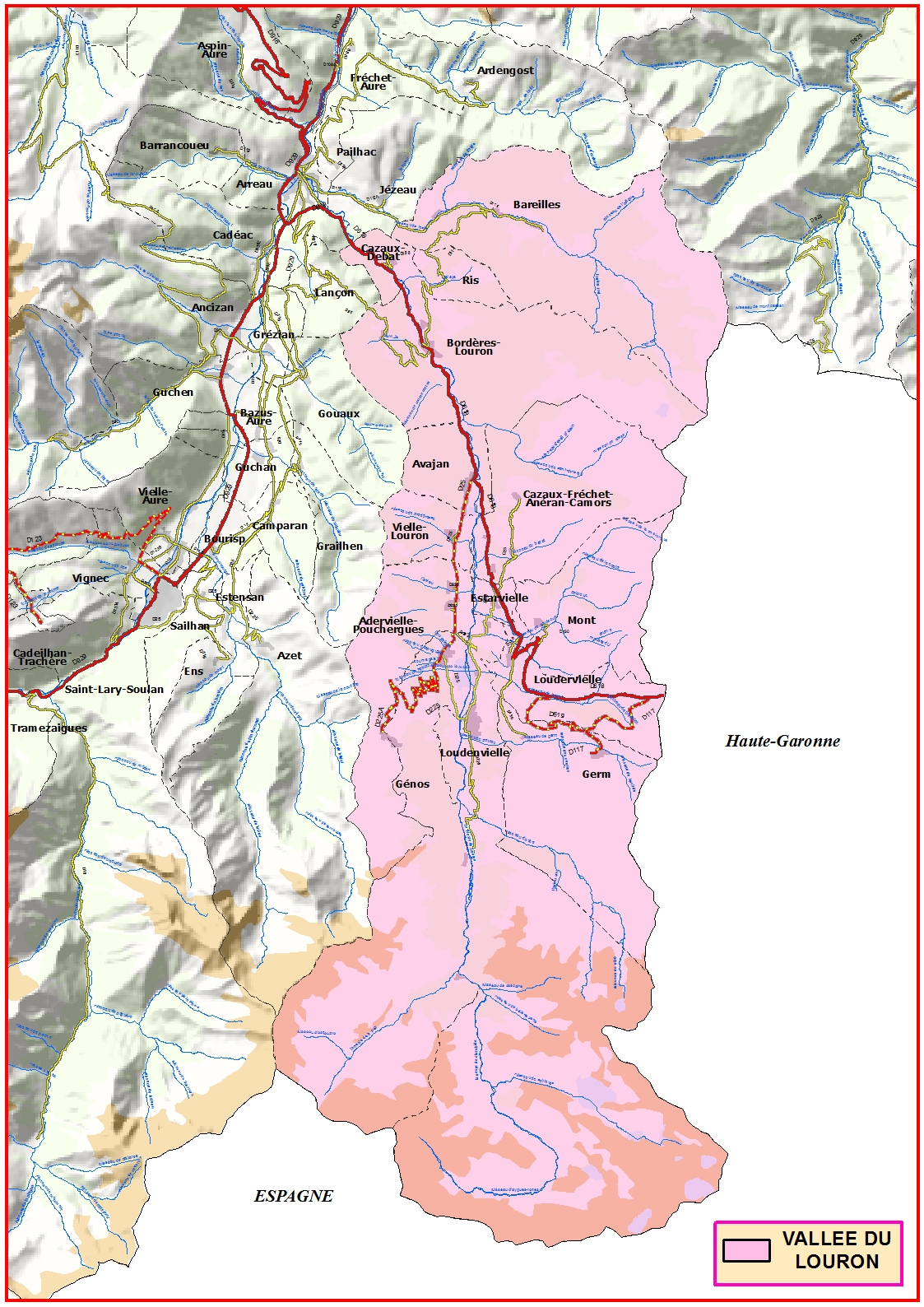
Vall de Loron.